# Балфур, Энтони
Энтони Ричард Балфур (англ. Anthony Richard Balfour; род. 19 декабря 1949, Нассау) — багамский легкоатлет, выступавший в прыжках в высоту. Участник летних Олимпийских игр 1968 года.

## Биография
Энтони Балфур родился 19 декабря 1949 года в багамском городе Нассау.
В 1967 году участвовал в Панамериканских играх в Виннипеге, где занял в прыжках в высоту 10-е место с результатом 1,95 метра, уступив 24 сантиметра завоевавшему золото Эду Каратерсу из США.
В 1968 году вошёл в состав сборной Багамских Островов на летних Олимпийских играх в Мехико. В прыжках в высоту занял в квалификации 36-е место с результатом 1,95 — на 19 сантиметров меньше норматива, дававшего право выступить в финале.

## Личный рекорд
- Прыжки в высоту — 1,95 (30 июля 1967, Виннипег)[2][4]